# Fabiola de Roma
Fabiola de Roma, también conocida como Santa Fabiola, fue una noble romana convertida al cristianismo y muerta en el año 399. Divorciada de su primer esposo, contrajo segundas nupcias. Mientras vivía con su segundo esposo, se vinculó crecientemente con el círculo de seguidores de Jerónimo de Estridón, integrado, entre otras, por las santas cristianas Marcela y Paula de Roma. Luego del fallecimiento de su segundo marido, se convirtió al cristianismo, vendió todos sus bienes, distribuyó su dinero entre los pobres y participó directamente en la fundación del primer hospital en Roma, en la década de 390, dedicando buena parte del resto de su vida a cuidar enfermos. Su figura encarna uno de los primeros y más notables antecedentes del concepto moderno de «medicina social». Su trato personal con san Jerónimo y su influencia en la sociedad romana movió a aquel padre de la Iglesia latino a dirigirle las Epístolas 64 y 78, y a hacer mención de ella en varias cartas más, incluyendo la Epístola 77 (Ad Oceanum) que Jerónimo redactó poco después de la muerte de Fabiola. El tratamiento del caso de divorcio de Fabiola aporta conocimiento sobre el pensamiento de san Jerónimo acerca de ese tema en el marco de la patrística de la Iglesia. Fue canonizada por la Iglesia católica, y su festividad se celebra el 27 de diciembre. Fabiola de Roma es la santa patrona de las personas divorciadas, de las víctimas de abusos, adulterios o infidelidades, y de los matrimonios difíciles.

## Vida de Fabiola

### Antepasados y matrimonios de Fabiola
Fabiola pertenecía a una familia de la gens Fabia. Fabiola llevó una vida mundana con su primer marido, de quien se divorció para casarse nuevamente. En opinión de Sabin, esta laica era egoísta, malcriada y arrogante antes de su conversión al cristianismo.

### Vínculos con la comunidad de Roma y conversión

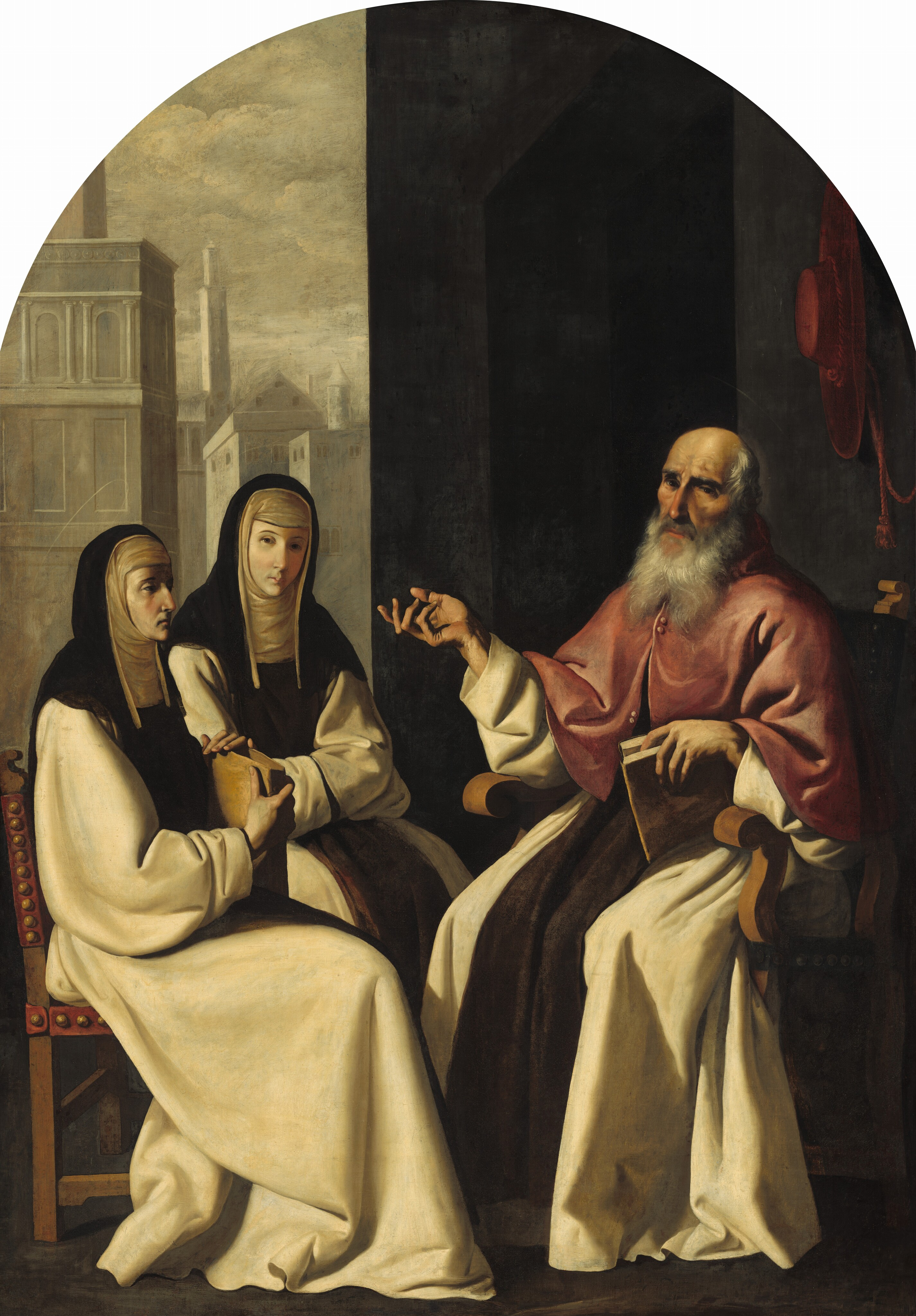
Paula de Roma, su hija Eustoquia y Jerónimo de Estridón. Óleo sobre tela de Francisco de Zurbarán (1638-1640), conservado en la Galería Nacional de Arte de Washington D. C.

En ese tiempo, Fabiola conoció a Marcela y Paula de Roma, dos matronas cristianas de buena posición, que vivían en la capital del Imperio y que estudiaban las Sagradas Escrituras según el consejo de san Jerónimo de Estridón.
Al enviudar de su segundo esposo, Fabiola decidió un cambio radical en su vida: se presentó en Sábado Santo vestida con un cilicio (saco o vestidura áspera que se usaba antiguamente para la penitencia) en la Archibasílica de San Juan de Letrán, pidiendo perdón al papa y a los fieles por los pecados cometidos, todo lo cual causó una profunda impresión en el pueblo de Roma. El papa Siricio la recibió formalmente en comunión plena con la Iglesia.

### Vida posterior y muerte de Fabiola
Convertida al cristianismo, vendió todos sus bienes, distribuyó su dinero entre los pobres y fundó en Roma el primer hospital de Occidente, alrededor del año 390.
En búsqueda de nuevas experiencias, Fabiola salió de viaje en 394 llegando hasta Palestina, donde, bajo la dirección de san Jerónimo, vivió en soledad al tiempo que estudiaba las Sagradas Escrituras. En su Epístola 14, Jerónimo de Estridón remarca cómo Fabiola se sabía de memoria su carta dirigida al monje Eliodoro, que trataba sobre la vida eremítica.
En 395, Fabiola retornó a Roma huyendo de las invasiones germánicas. Jerónimo le dedicó dos tratados más, acerca de las costumbres de los israelitas en el desierto, invitando a Fabiola a retornar a Belén en cuanto pudiera (Epístolas 64 y 78), lo cual nunca sucedió. Fabiola vivió pobremente en Roma hasta su muerte, acaecida en 399. Jerónimo dejó su testimonio personal sobre las exequias de Fabiola, en las que participó un gentío que acompañó a la santa con cánticos de salmos y aleluyas.

Sonaban los salmos y haciendo juego con el dorado de los techos se estremecía en lo alto el aleluya.
Jerónimo de Estridón, Epístola LXXVII

## Fabiola de Roma y la medicina
Ya en el año 251, la Iglesia de Roma apoyaba a más de 1500 personas en necesidad. Según Henry Chadwick, emeritus regius professor de Divinidad en la Universidad de Cambridge e historiador del cristianismo primitivo:

La aplicación práctica de la caridad fue probablemente la causa individual más poderosa del éxito cristiano. El comentario pagano (informado por Tertuliano): "Miren cómo estos cristianos se aman unos a otros", no era una ironía. La caridad cristiana se expresaba en el cuidado de los pobres, las viudas y los huérfanos, en las visitas a los hermanos en la cárcel o a los condenados a una muerte en vida en el trabajo en las minas, y en la acción social en tiempos de calamidad, como la hambruna, terremoto, peste o guerra.
Henry Chadwick

Junto con el senador cristiano Pamaquio, Fabiola participó activamente, donando buena parte de sus bienes, en la fundación de un hospital muy grande en la playa de Ostia, cerca de Roma. En él los pobres eran atendidos gratuitamente. Mientras que en Oriente se fundaba el hospital Basiliade cerca de Capadocia (inspirado por san Basilio de Cesarea), y otro hospital en Edesa por parte de san Efrén de Siria, con trescientas camas para apestados, el nosocomium fundado por Fabiola constituye el primer antecedente documentado de la «medicina social» de Occidente, e hizo de ella una de las mujeres más famosas en el ejercicio de la enfermería.

...(Fabiola) ha sido la primera que ha construido un hospital para acoger a todos los enfermos que encontraba por las calles: narices corroídas, ojos vacíos, pies y manos secas, vientres hinchados, piernas esqueléticas, carnes podridas con un hormiguero de gusanos... Cuántas veces, personalmente ella ha cargado a enfermos de lepra... Les daba de comer y hacía beber a aquellos cadáveres vivientes una taza de caldo...
Jerónimo de Estridón, Epístola LXXVII

Los centros creados por Basilio de Cesarea y por Fabiola de Roma hicieron más que brindar cuidado a los enfermos: se trataba de verdaderos hospitales-posadas, que proporcionaban un hogar para la tercera edad a aquellas familias que no podían cuidar siempre de sus ancianos, y hostales para los viajeros; además, incorporaron familias sin trabajo y formaron con ellas nuevas vocaciones.
Las excavaciones posteriores revelaron el plano y el arreglo de este edificio único en su tipo. Las habitaciones y los pasillos para los enfermos y los pobres se disponían ordenadamente en torno al cuerpo edilicio principal. Más aún, los recintos se encontraban organizados en repartos, según las diferentes clases de enfermos.
Según el historiador Camille Jullian, la fundación de este hospital constituye uno de los acontecimientos soberanos de la historia de la civilización occidental.

## Veneración
El nombre de Fabiola de Roma sólo aparece a partir de los martirologios del siglo XV. No fue incluida por Caesar Baronius en la primera edición del Martirologio Romano (1583).
Hoy en día, su festividad se celebra en la Iglesia católica el 27 de diciembre.

## Representación
Se suele representar a Fabiola de Roma con stola y palla, indicadores de su clase social, ambas de color rojo. En el arte cristiano, el color rojo es emblema de lealtad y de realeza. También simboliza el fuego, el amor divino, el poder creativo y el calor como poder generativo.